# تینو بیانکی
تینو بیانکی (ایتالیایی: Tino Bianchi؛ ‏ ۲۱ ژوئن ۱۹۰۵ – ۴ ژانویهٔ ۱۹۹۶) بازیگر اهل ایتالیا بود.
از فیلم‌هایی که وی در آن نقش داشته‌است می‌توان به در آخرین لحظه، احساس و نقاب شیطان اشاره کرد.